# 유로파 타워
유로파 타워(리투아니아어: Europos bokštas)는 발트 3국 내에서 가장 높은 마천루이다. 리투아니아의 수도 빌뉴스 시 교외 쉬니피스케스(리투아니아어: Šnipiškės)라고 불리는 교외 지역에 위치한다. 층 수는 33 층이며,
지상 148 m 높이이다. 빌뉴스 시에 위치한 "오드리우스 암프라사스 건축 회사"에 의해 디자인되었다.
이 건물은 새롭게 개발된 빌뉴스 시 신도심의 스카이라인을 이룬다. 리투아니아의 유럽 연합의 가입을 기념으로 겸사겸사해서 2004년 5월 1일 공식 완공되었다.
일부 시민들과 환경 단체에 의해 빌리니우스 구 시가지의 풍치를 해친다는 비난을 받고 있기도 하다. 하지만 이런 비난에도 불구하고, 오늘날 이 건물은 리투아니아 수도 빌뉴스 시의 랜드마크로 여겨지고 있다.
114 m 높이에 위치한 건물 옥상 테라스에 전망대가 위치한다. 이 전망대는 일요일에는 일반인에게 무료로 개방된다.
이 건물의 좌표는 북위 54.696도, 동경 25.278도이다.

## 건설 역사
이 건물 계획과 관련한 발표 중 최초의 것은 2002년 인터넷에 등장한 것이었다. 한 건축 웹사이트가 컴퓨터로 생성된 렌더링 몇 개를 노출하고 있었다. 최초의 건물 설계 안은 30 층 건물이었으나, 나중에 층 수는 변경되어 33 층이 되었다. 건축 회사와 개발 회사에 의한 이러한 층 수 변경 등은, 전통 보존 지지자들에 의해 심한 반대를 겪었다.
하지만, 이 프로젝트는 끝내 지방 자치체에 의해 승인을 받았고 새 계획대로 건설되었다. 2002년 말쯤에 건축이 시작되었고, 2004년 4월에 완공되었다. 이 타워는 유로파 스퀘어 콤플렉스의 일부이다. 네리스강 오른쪽 신도심에 위치해 있다.

## 트리비아
2006년 9월 1일 "스파이더-맨"이라는 별칭으로 잘 알려진 알라인 로버트라는사람이, 유로파 광장을 면하는 유로파 타워의 동쪽 측면(위 사진에서 연한 줄무늬가 있는 쪽)을 오른 바 있다. 그는 검은색 옷을 착용하고 안전 끈을 이용하여 올랐지만, 그는 적어도 3번은 그립을 놓친 바 있다. 그는 결국 약 40분 만에 전망대에 등정하였다.

## 같이 보기
- 빌뉴스 TV 타워